# Europawahl in Malta 2009
- PL: 3
- PN: 2

Die Europawahl in Malta 2009 fand am 6. Juni 2009 zusammen mit den maltesischen Kommunalwahlen statt. Sie wurde im Zuge der EU-weit stattfindenden Europawahl 2009 durchgeführt, wobei in Malta 5 der 736 Sitze im Europäischen Parlament vergeben wurden. Mit Inkrafttreten des Vertrags von Lissabon im Dezember 2011 rückte ein weiterer maltesischer Abgeordnete in das Parlament nach.
Die Wahl erfolgte nach dem Präferenzwahlsystem, bei dem die Parteien zwar Kandidatenlisten präsentieren, die Wähler jedoch letztlich ihre Stimmen für bestimmte Kandidaten abgeben, wobei sie jeweils eine erste und eine zweite Präferenz angeben können. Ganz Malta galt dabei als einheitlicher Wahlkreis.
Neben den beiden großen Parteien, der sozialdemokratischen Partit Laburista (PL) und der konservativen Partit Nazzjonalista (PN), die schon zuvor mit drei bzw. zwei Abgeordneten im Europäischen Parlament vertreten gewesen waren, traten zahlreiche weitere Parteien an, deren Listen jedoch jeweils nur einen bis drei Kandidaten umfassten. Dies waren die grüne Alternattiva Demokratika (AD), die bei der Europawahl 2004 mit 9,3 % überraschend gut abgeschnitten, aber keinen Sitz gewonnen hatte, sowie die Alleanza Liberali, die Alpha Partit Demokratiku Liberali, die rechtskonservative Azzjoni Nazzjonali, die rechtsextreme Imperium Europa (IE), die K.U.L. Ewropa, die europaskeptische Libertas Malta sowie die Partit tal-Ajkla. Insgesamt gab es 34 Kandidaten.
Die Wahlbeteiligung betrug 78,8 %, die höchste Wahlbeteiligung bei der Europawahl 2009 außer in Belgien und Luxemburg (wo aber Wahlpflicht herrschte). Wahlsieger war die PL mit rund 54,8 % der abgegebenen Erstpräferenzstimmen, die PN kam auf 40,5 %. Alle anderen Parteien schnitten deutlich schlechter ab: die AD kam auf 2,4 %, IE auf 1,4 %. Der konservative Abgeordnete Simon Busuttil war dabei der einzige Kandidat, der bereits mit den Erstpräferenzstimmen allein die nötige Quote für ein Mandat erzielte. Insgesamt erreichte die PL drei (nach Inkrafttreten des Vertrags von Lissabon vier), die PN zwei Sitze.

## Ergebnis
| Listen                       | Listen                                   | Stimmen | %    | +/-  | Mandate | +/- |
| ---------------------------- | ---------------------------------------- | ------- | ---- | ---- | ------- | --- |
|                              | Partit Laburista (PL) 1                  | 135.917 | 54,8 | ▲6,4 | 3       | ▬   |
|                              | Partit Nazzjonalista (PN)                | 100.486 | 40,5 | ▲0,7 | 2       | ▬   |
|                              | Alternattiva Demokratika (AD)            | 5.802   | 2,3  | ▼7,0 | –       | ▬   |
|                              | Imperium Europa (IE)                     | 3.637   | 1,5  | ▲0,8 | –       | ▬   |
|                              | Azzjoni Nazzjonali (AN)                  | 1.595   | 0,6  | Neu  | –       | Neu |
|                              | Libertas Malta                           | 298     | 0,1  | Neu  | –       | Neu |
|                              | Alleanza Liberali (AL)                   | 189     | 0,1  | Neu  | –       | Neu |
|                              | Alpha Partit Demokratiku Liberali (APDL) | 118     | 0,0  | Neu  | –       | Neu |
|                              | Ajkla                                    | 80      | 0,0  | Neu  | –       | Neu |
|                              | K.u.l. Ewropa                            | 47      | 0,0  | ▬    | –       | ▬   |
| Gesamt                       | Gesamt                                   | 248.169 | 100  |      | 5       | –   |
|                              |                                          |         |      |      |         |     |
| Ungültige Stimmen            | Ungültige Stimmen                        | 5.870   | 2,3  | +0,3 |         |     |
| Wähler                       | Wähler                                   | 254.039 | 78,8 | –3,6 |         |     |
| Wahlberechtigte              | Wahlberechtigte                          | 322.411 |      |      |         |     |
|                              |                                          |         |      |      |         |     |
| Quelle: Electoral Commission |                                          |         |      |      |         |     |

## Fraktionen im Europäischen Parlament
| Partei                         | Partei               | Mandate | Fraktion |
| ------------------------------ | -------------------- | ------- | -------- |
|                                | Partit Laburista     | 3 / 5   | S&D      |
|                                | Partit Nazzjonalista | 2 / 5   | EVP      |
|                                |                      |         |          |
| Quelle: Europäisches Parlament |                      |         |          |

## Gewählte Abgeordnete
|  | Kandidat             | Partei | Europapartei | 1. Runde | 29. Runde |
|  | -------------------- | ------ | ------------ | -------- | --------- |
|  | Simon Busuttil       | PN     | EVP          | 68.782   | 41.362    |
|  | David Casa           | PN     | EVP          | 6.539    | 41.362    |
|  | Louis Grech          | PL     | SPE          | 27.753   | 40.529    |
|  | Edward Scicluna      | PL     | SPE          | 24.574   | 39.250    |
|  | John Attard-Montalto | PL     | SPE          | 12.880   | 30.129    |

|  | Joseph Cuschieri | PL | SPE | 19.672 | 29.375 |